# Хосе Санчо
Хосе Асунсьйон Мартінес Санчо, відомий як Пепе Санчо або Хосе Санчо (Манізес, 11 листопада 1944 — Валенсія, 3 березня 2013) — іспанський актор. Понад п'ятдесят років він поєднував роботу в театрі, кіно і на телебаченні. Зіграв роль Студента в легендарному серіалі Курро Хіменес. Протягом останніх років він здобув велику популярність, віддавши життя відомому персонажу Дона Пабло в серіалі «Розкажи мені, як це було» та як головний герой серіалу «Крематорій».

## Біографія
Він почав свою кар'єру в театрі, галузі, яку він ніколи не залишав і в якій він продовжував виконувати численні головні ролі. Часто кажуть, що його перша поява відбулася, коли йому було лише чотири роки, у фільмі «Якби ти вийшла за мене заміж» (1948) режисера Віктора Турянського; але за іншими джерелами таке твердження є помилковим.
Він почав з невеликих ролей, де виділяються назви таких режисерів, як Педро Лазага та Рафаель Гіл. Але він досяг популярності завдяки телебаченню, з кількома ролями в інтерпретаційних просторах на TVE, таких як Estudio 1 (1971—1975) або Novela (1971—1976), а пізніше зі своєю роллю Студента в «Загадка стародавньої книги» (1976—1978), телесеріал, який був знятий у різних епізодах кількома режисерами такого масштабу, як Пілар Міро, Маріо Камю, Антоніо Дрове, Рафаель Ромеро Марчент, Франсіско Ровіра Белета та інші.
Через двадцять років Хосе Санчо повертається до головної ролі в іншому телевізійному серіалі «Кармен і сім’я» (1996) разом із Беатріс Карвахаль та своїм колишнім партнером у фільмі «Курро Хіменес» Альваро де Луна. Через рік він приєднався до Росіо Дуркаль у фільмі «Мамин бізнес» (1997).
Серед його численних ролей у кіно виділяється його співпраця з Педро Альмодовар у фільмі «Жива плоть» (1997) разом із Хав'єром Бардемом, яка принесла йому премію Гоя в категорії «Актор другого плану» в 1997 році. Він також співпрацював з Альмодоваром у фільмі «Поговори з нею»(2002). Інші відомі фільми в його історії: «Ельдорадо» та «Ай, Кармела!» Карлос Саура, «Усі до в’язниці» та «Париж-Тімбукту» Луїса Гарсіа Берланги , «Лібертаріанець» Вісенте Аранда, «Квіти з іншого світу» Ісіара Боллаїна, «Вовки з Вашингтона» та «Касба» Маріо Баррозу, «Лола йде до портів» Жозефіни Моліни, «Монтойас та Тарант» і «Діва Візантета» Вісенте Ескріва, «Каміно де Сантьяго» Роберта Янга (у головній ролі — Чарлтон Гестон), «Бажання бути червоною шкірою» Альфонсо Унгріа або «Діва Візантети», фільм, за який він отримав нагороду за найкращу чоловічу роль.
У 2000 році він з'явився як запрошений актор у першому епізоді серіалу «Королева мечів» у ролі дона Рафаеля Альварадо, батька Тесси Альварадо, головної героїні серіалу. Його смерть у першому розділі є однією з відправних точок історії.
У 2004 році він приєднався до співавторів фільму «Острів знаменитих» разом із Луїзою Мартін, Енріке Сан-Франциско та Мікі Надал серед інших, представлених Нурією Рока.
У 2006 році він знявся в серіалі «Листи до Соролли», створеному RTVV і режисером Хосе Антоніо Ескріва, де він зіграв великого валенсійського художника Хоакіна Соролла. Він знову працював би з цим режисером у телевізійній адаптації роману Вісенте Бласко Ібаньєса «Флор де Майо».
Він бере участь у кількох фільмах і його театральна діяльність є інтенсивною, але саме його роль суворого франкістського бізнесмена Дона Пабло в серіалі TVE «Розкажи мені, як це було» принесла йому велику популярність і визнання з 2001 по 2008 рік.
Подібним чином останніми роками його телевізійна кар'єра стала лідером, знявшись у таких серіалах, як «План Америки» (2008); «23-F: найважчий день короля» (2009), як Хайме Міланс дель Бош; «Паранджа для кохання» (2009); «Таранкон, п'ята заповідь» (2010), про життя та діяльність кардинала Вісенте Енріке-і-Таранкон; серіал «Крематорій» за мотивами роману Рафаеля Чирбеса; і в історичних блокбастерах Antena 3, «Іспанія, легенда» та «Імперія», як претор Квінт Сервілій Сципіон.
Хоча його роботи в кіно і на телебаченні більш відомі, Пепе Санчо зробив чудову кар'єру в усіх театрах Іспанії. Він дебютував із твором «Дерева гинуть стоячи» Алехандро Касони в 1964 році. Відтоді він написав роботи різних авторів, таких як Альфонсо Пасо , Ніл Саймон чи Мігель Міхура. Він працював з міжнародними режисерами: з Майклом Какояннісом в інсценізації «Медеї» Евріпіда та з Мауріціо Скапарро в «Мемуарах Адріана», екранізації роману Маргеріт Юрсенар.
Серед останніх робіт актора — постановки «Енріке IV» (2008—2009); «Calcetines Opus 124» (2009), який він сам поставив і отримав дуже хороші відгуки, разом із Хоакіном Кремелем; «Створені інтереси» (2010—2012), Хасінто Бенавенте; і «Роги Дона Фріолера» (2012) Валье-Інклана, ці дві останні постановки також були зняті ним з таким же успіхом у глядачів і критиків.

## Особисте життя
Що стосується його особистого життя, то він підтримував стосунки з ведучою TVE Ізабель Тенайл і з Пілар Перес Санабрія, колишньою ведучою програми «Раз, два, три... відповідай знову», з якою він мав сина в 1973 році, Хав'єра, який був судом визнаним його сином 10 жовтня 2012 року.  Він одружився двічі: на співачці Марії Хіменес (з якою у нього було двоє дітей, Марія дель Росіо (померла) і Алехандро), і після 20 років поганого поводження з нею вони розлучилися, і він одружився з журналісткою Реєс Монфорте, з 2006 року до смерті актора у 2013 році.
У нього був молодший брат, Луїс Сальвадор Асунсьйон Мартінес, бізнесмен і письменник (нар. 1948) і був двоюрідним братом іспанського політика PSOE Антоні Асунсьйон.

### Смерть
Актор помер 3 березня 2013 року в Фонді онкологічного інституту Валенсії від раку легенів у віці 68 років.
Його тіло кремували, а прах розвіяли в Альтеа (Аліканте), де актор прожив останні місяці свого життя.

## Нагороди та номінації
Щорічна премія оскар «Гоя»
| Рік  | Категорія                            | Фільм          | Результат  |
| ---- | ------------------------------------ | -------------- | ---------- |
| 1997 | Найкраща чоловіча роль другого плану | Тремтяча плоть | Переможець |

Премія Союз акторів
| Рік  | Категорія                               | Фільм                     | Рузультат  |
| ---- | --------------------------------------- | ------------------------- | ---------- |
| 2002 | Кращий телевізійний актор другого плану | ''Розкажи,як це сталося'' | Номіновний |

Премія Іспанської телевізійної академії
| Рік  | Категорія                   | Фільм                                | Результат   |
| ---- | --------------------------- | ------------------------------------ | ----------- |
| 2002 | Найкраще чоловіче виконання | Розкажи, як це сталося Відкрита пара | Номінований |

ACE Awards (Нью-Йорк)
| Рік  | Категорія    | Фільм     | Результат  |
| ---- | ------------ | --------- | ---------- |
| 2006 | Кращий актор | Результат | Переможець |

Інші визнання
- Медаль за культурні заслуги від уряду Валенсії,2012 рік.
- Премія «Золотий мікрофон» у номінації «Телебачення» , 2012 р.
- Почесна нагорода від VIII Mostra de Teatre de L'Alfàs del Pi , 2010.
- Премія Гіхуело де Оро за найкращу чоловічу роль у 2007 році.
- Прийомний син міста Валенсії в 2007 році.
- Премія Protagonistas: X Edition (2006) за роботу в театрі
- Нагорода Асоціації друзів театру Вальядоліда за виставу El gran viaje , 2007 рік.
- Почесна нагорода «Місто Аліканте» на кінофестивалі в Аліканте , 2007 рік.
- Титул валенсійця світу, присуджений Diario El Mundo, у 2007 році.
- Нагорода Tirante de Honor від Diario Levante-EMV Валенсійської спільноти, 2004 рік.
- Премія «Золотий орел» на фестивалі іспанського кіно в Агіларі де Кампоо , 2001 рік.
- Нагорода Calabuch Honor Award на Міжнародному кінофестивалі комедійних фільмів у Пеньїсколі , 2001 рік.
- Пальмове дерево честі на Мостра де Валенсія , 2000 рік.
- Приз від Diario Levante-EMV Валенсійського співтовариства , 2000 рік.
- Премія «Золота амфора» Манізеса , 1999 рік.
- Нагорода Хорхе Фієстаса від Peña Periodística Primera Plana , 1994 рік.
- Нагорода Валенсіанського університету за твір «Дон Хуан Теноріо» , 1992 рік.